# Chinah
Chinah – China aus der Nähe erleben (Eigenschreibung: CHINAH) ist ein chinesisches Kulturjahr in Deutschland, das 2012 aus Anlass des 40-jährigen Jubiläums der Aufnahme diplomatischer Beziehungen zwischen der Volksrepublik China und der Bundesrepublik Deutschland stattfand und mit einem Abschlusskonzert am 13. Januar 2013 ausklang. Es ist das erste seiner Art in Deutschland.
Die Eröffnungswoche fand in Berlin vom 30. Januar bis zum 5. Februar 2012 statt und wurde durch ein Konzert mit dem chinesischen Dirigenten Yu Long, den chinesischen Philharmonikern und dem Beijinger Ensemble der Peking-Oper eröffnet. Des Weiteren standen Klavier-Solokonzerte, Konzerte der chinesischen volkstümlichen Musik und Weltmusik, Aufführungen der Kunqu-Oper, Vorträge der chinesischen klassischen Literatur und Kulturdialoge auf dem Programm des Kulturjahres.
Die Schirmherrschaft über den Veranstaltungszyklus hatten der Bundespräsident Christian Wulff und der chinesische Staatspräsident Hu Jintao gemeinsam übernommen. In den deutschen Medien gab es ein vorwiegend negativ eingefärbtes Presseecho aufgrund ideologischer Vorbehalte gegenüber der Volksrepublik und ihrer kommunistischen Führung. Das Kulturjahr ist die chinesische Antwort auf die dreijährige Veranstaltungsreihe „Deutschland und China – Gemeinsam in Bewegung“, die in China stattfand. Insgesamt fanden als 500 Veranstaltungen mit rund 1.500 chinesischen Künstlern über das ganze Jahr verteilt statt.
Im Jahr 2009 waren die bilateralen Grundlagen für die Kooperation durch Staatsministerin Cornelia Pieper auf ministerieller Ebene gelegt worden.